# Pilopleura
Pilopleura là chi thực vật có hoa trong họ Apiaceae.